# Fornjot (mjesec)
Fornjot (također Saturn XLII) je prirodni satelit planeta Saturn. Vanjski nepravilni satelit iz Nordijske grupe s oko 6 kilometara u promjeru i orbitalnim periodom od 1354 dana.